# Руско географско дружество
Руското географско дружество (на руски: Русское географическое общество) е най-старата обществена организация в Русия и сред най-старите географски дружества в света. Основано е в Санкт Петербург на 18 август 1845 г.
Главната задача на дружеството е да събира и разпространява достоверна географска информация. Експедиции на Руското географско дружество играят важна роля в усвояването на Сибир, Далечния изток и Централна Азия, Световния океан, в развитието на корабоплаването, откриването и проучването на нови територии и развитието на метеорологията и климатологията.
Дружеството е член на Международния географски съюз от 1956 г.